# Lagún
Lagún is een klein vissersdorp in het noordwesten van Curaçao, een gebied dat in de volksmond wordt aangeduid als Bandabou. Het is vooral bekend vanwege de snorkelmogelijkheden nabij Playa Lagun. Plantage Knip bevindt zich bij Lagún en is de locatie waar de slavenopstand van 1795 plaatsvond. Het Tula Museum is gevestigd in het plantagehuis.

## Geschiedenis
Lagún is waarschijnlijk vernoemd naar een verborgen lagune die zich een 500 meter van het dorp bevindt. De Plantage Knip werd aan het eind van de 17e eeuw gesticht. Het vissersdorp werd in het midden van de 19e eeuw gesticht door vrije gekochte slaven. In 1863, na de afschaffing van de slavernij vestigden voormalige slaven uit het gebied in het dorp.

## Overzicht
Lagún is een van dunstbevolkte gebieden met een sterke bevolkingsdaling. De jongeren trekken naar de stad of Nederland. Het gemiddelde inkomen ligt rond de armoedegrens, ondanks dat er weinig werkloosheid is. Het opleidingsniveau is beneden gemiddeld, maar kent een stijgende lijn, en het analfabetisme is nihil. De voorzieningen zijn minimaal. Er is geen basisschool. Lagún heeft een toko en een snackbar, maar is voor de rest van de voorzieningen afhankelijk van Barber en Soto.

## Bekende inwoners
- Tula (overleden 1795), leider van de slavenopstand van 1795[9]

## Stranden
- Grote Knip
- Kleine Knip
- Playa Jeremi
- Playa Lagun

## Galerij

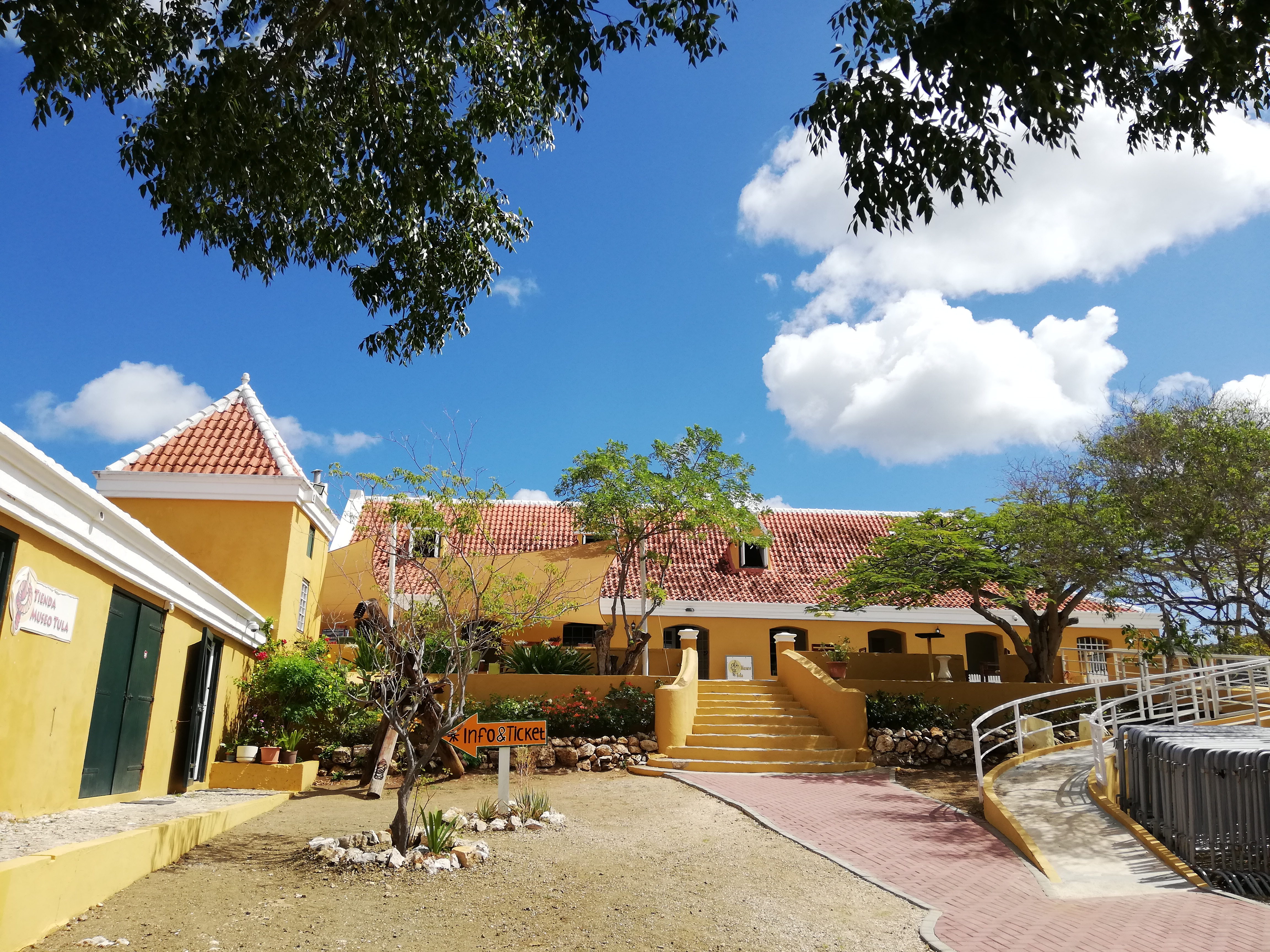
Tula Museum in Landhuis Knip
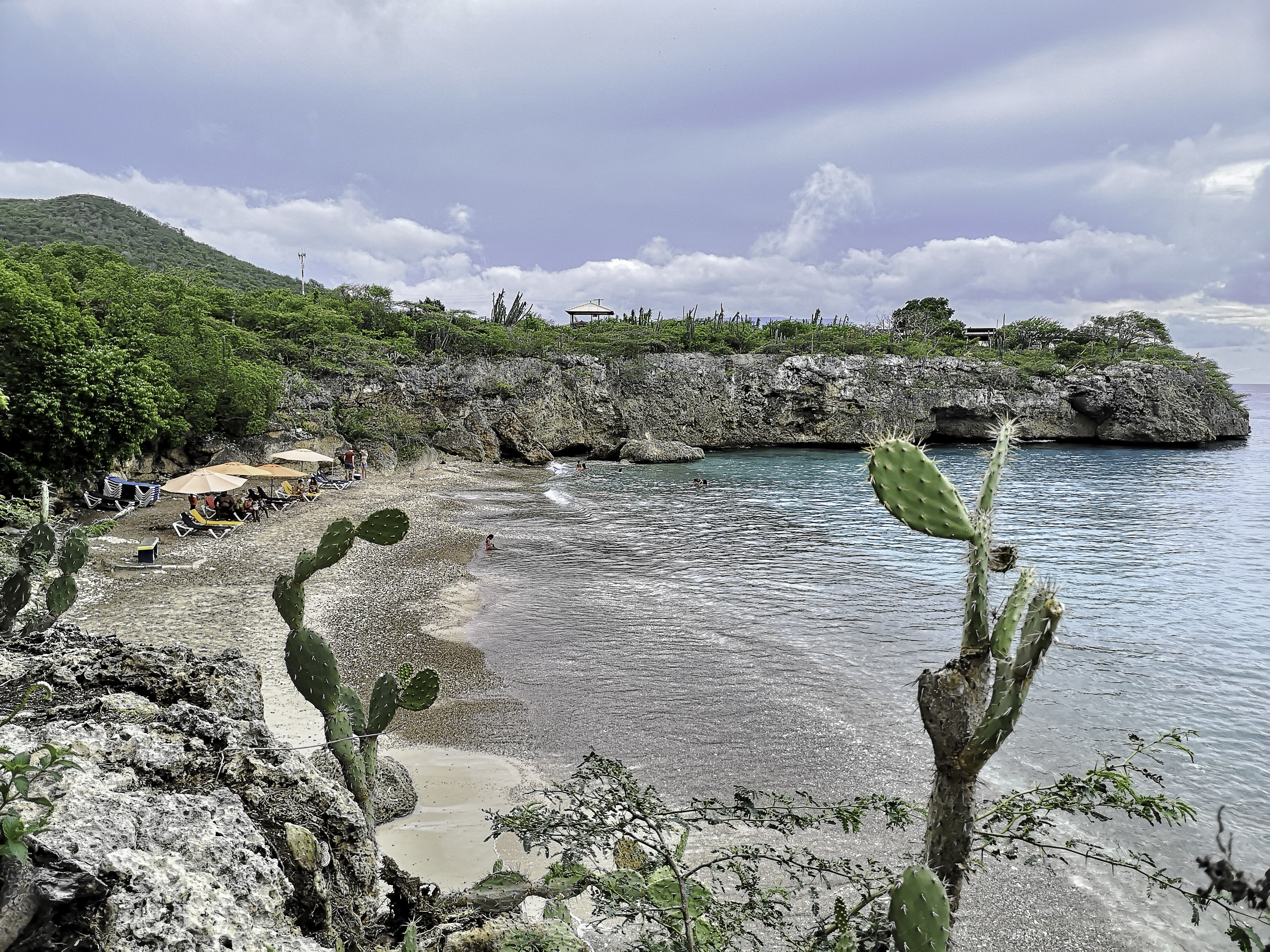
Playa Jeremi
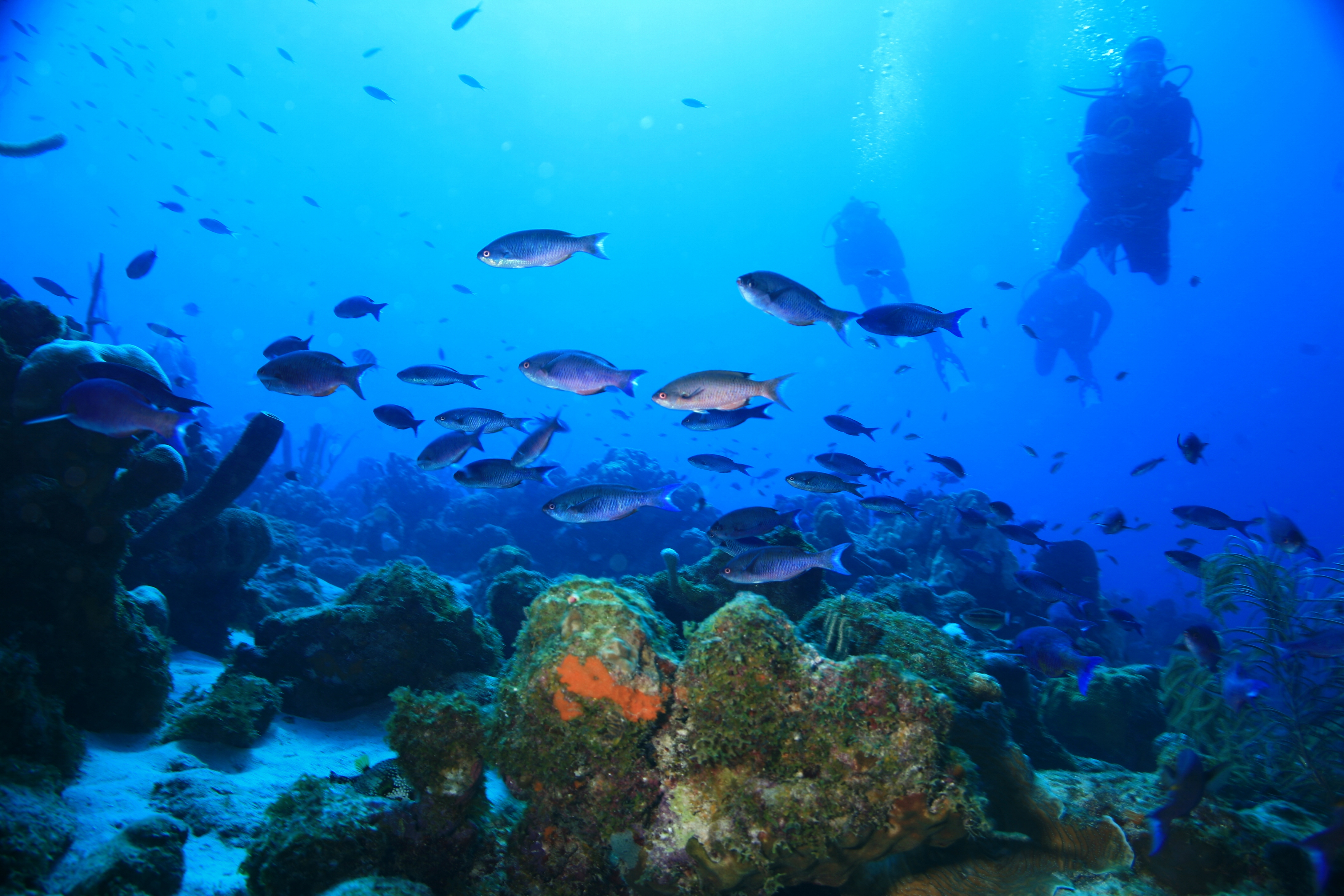
Vissen en koraal bij Playa Lagun
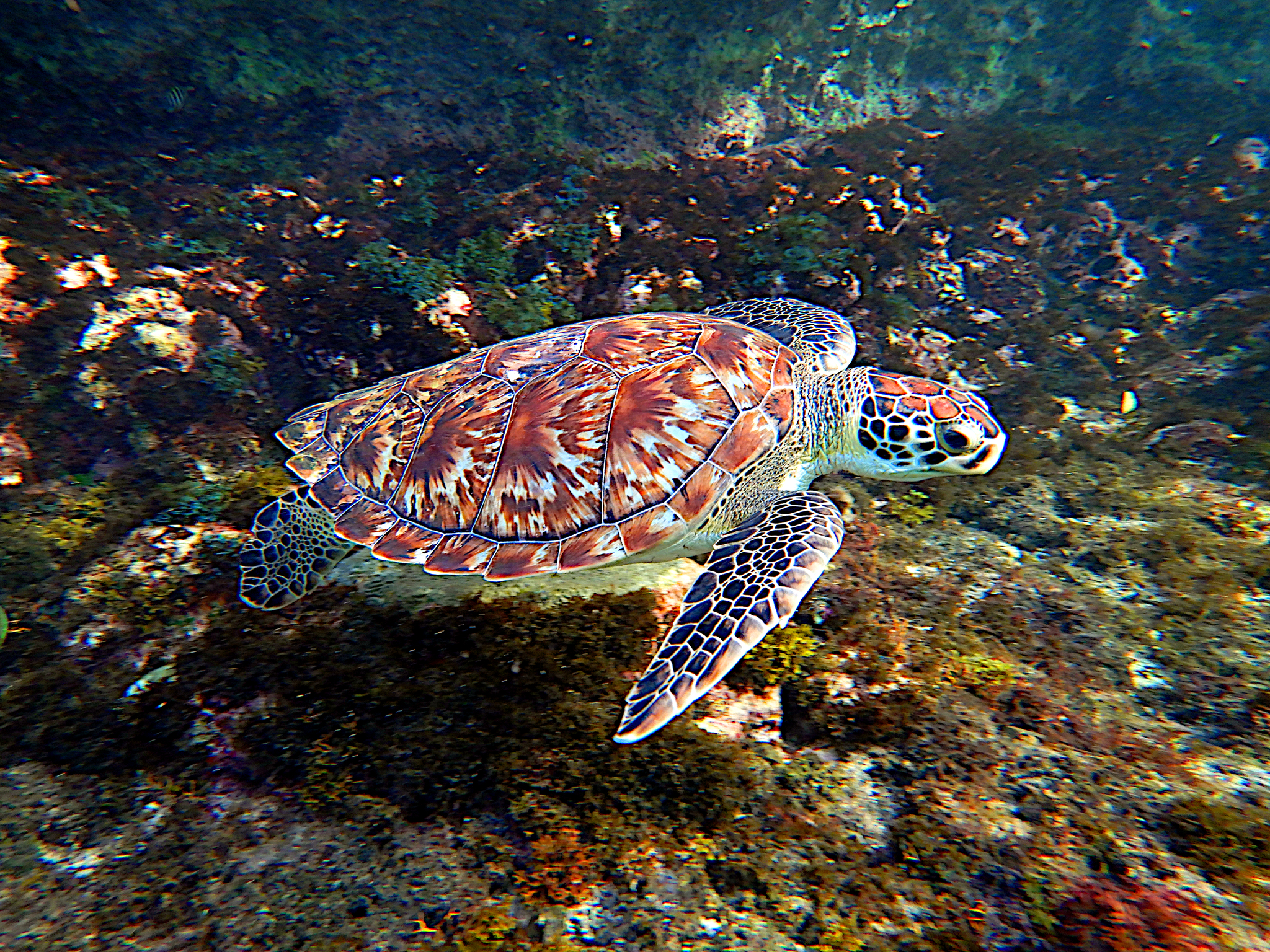
Karetschildpad in Lagún